# Нищо лично (теленовела)
Нищо лично (на испански: Nada personal) е мексиканска теленовела, режисирана от Антонио Серано Аргуейес, Уго Родригес и Уалтер Доенер и продуцирана от Аргос Телевисион за ТВ Ацтека през 1996 – 1997 г. Това е оригинална история от Карлос Паян, Епименио Ибара и Ернан Вера, разработена за телевизията от Алберто Барера Тишка, която предизвиква големи противоречия поради темите, които засяга като политическата корупция в Мексико, но чупи рекордите на аудиторията и измества рейтингите на публиката в най-гледаното време на нейния конкурент Телевиса с теленовелата За цял живот.
В главните роли са Ана Колчеро, която по-късно е заменена от Кристиан Гут, Хосе Анхел Ямас и Демян Бичир, а в отрицателните са Рохелио Гера, Виктор Уго Мартин и Ана Сиокчети.

## Сюжет
— Не е нищо лично – това са последните думи, които шефът на полицията Фернандо Гомес Миранда казва на приятеля си, след като го убива. Неговата жертва, любимият политик Раул де лос Рейес заедно с 13-годишната му дъщеря Долорес са нападнати от засада и убити в собствения си автомобил. Но Камила, най-голямата дъщеря на политика, оцелява след нападението, като се скрива в багажника. Почти умираща, тя е открита от Луис Марио Гомес, журналист с дълбоки чувства и тъжни очи, който я отвежда в болницата, спасявайки живота ѝ. Тогава между тях възниква връзка, която Луис Марио не може да разруши. Командирът Алфонсо Карбахал, полубратът на журналиста, е назначен за случая. При среща с Камила, Алфонсо вярва, че тя е замесена в бизнеса с трафик на наркотици, поради появата на улики. Въпреки подозренията си, Алфонсо няма как да не се влюби в Камила.
Сега и двамата братя са разкъсвани между професионалния си дълг да накарат Камила да признае и желанието си да я защитят. Междувременно Фернандо е този, който отговаря за фабрикуването на доказателства за унищожаването на Камила, с цел да задържи вдовицата на Раул, Мария Долорес, която той желае от много години.
Луис Марио и Алфонсо, всеки по отделно, търси доказателства, за да оневини Камила и да открие истинския виновник, без да предполага, че най-големият им враг е... собственият им баща.

## Актьори
- Ана Колчеро – Камила де лос Рейес (1)
- Кристиан Гут – Камила де лос Рейес (2)
- Рохелио Гера – Комендант Фернандо Гомес Миранда
- Лупита Ферер – Мария Долорес де лос Рейес
- Демян Бичир – Комендант Алфонсо Карбахал
- Хосе Анхел Ямас – Луис Марио Гомес
- Гилермо Хил – Матио
- Хоакин Гаридо – Хикс
- Клаудио Обрегон – Раул де лос Рейес
- Ванеса Акоста – Паула
- Мартин Алтомаро – Просперо
- Ана Сиокчети – Елса Грахалес
- Моника Дионе – Алисия
- Енок Леано – Мандибулас
- Клаудия Лобо – Алма
- Пилар Мата – Росалба
- Виктор Уго Мартин – Виктор / Уго
- Лоло Наваро – Хочитъл
- Мария Рене Пруденсио – Сорая
- Марта Ресникоф – Естер
- Хосефо Родригес – Естебан
- Хосе Сефами – Марана
- Лурдес Виляреал – Бенигна
- Дуня Салдивар – Амалия
- Глория Пералта – Моника
- Хилберто Перес Гаярдо – Лусио

## Премиера
Премиерата на Нищо лично е на 20 май 1996 г. по ТВ 7, по който е излъчен до епизод 60, от епизод 61 до последния – 195., излъчен на 14 февруари 1997 г., са излъчени по ТВ 13.

## Продукция
Записите на теленовелата започват на 27 ноември 1995 г. на различни локации в град Мексико и приключват на 27 декември 1996 г.